# Edward Chamberlin
Pour les articles homonymes, voir Chamberlin.
Edward Hastings Chamberlin (1899-1967) est un économiste américain né à La Conner, Washington.

## Biographie

### Jeunesse et études
Chamberlin commence ses études à l'université d'Iowa, où il étudie sous la férule de Frank H. Knight. Il valide sa licence, et obtient une maîtrise de l'université du Michigan. En 1927, il reçoit son doctorat à l'université Harvard.

### Parcours professionnel
Il contribua à l'élaboration de la nouvelle théorie du commerce international, notamment dans le domaine de la concurrence. Sa contribution la plus substantielle est sans doute sa Theory of monopolistic competition, qu'il publie en 1933. Cette même année, Joan Robinson publia son livre "L’Économie de la concurrence imparfaite" (The Economics of Imperfect Competition). Ces deux économistes sont ainsi à l'origine d'une grande partie de l'étude moderne de la concurrence imparfaite.
Chamberlin est aujourd'hui connu pour la théorie de la concurrence monopolistique de Chamberlin, selon laquelle dans un marché qui voit des monopoles s'affronter pour des biens substituables, l'entrée de nouveaux concurrents réduit les profits des entreprises jusqu'à ce que le prix du bien atteigne le coût marginal.

## Publications
- "Duopoly: Values where sellers are few", 1929, QJE
- Theory of Monopolistic Competition, 1933
- "Advertising Costs and Equilibrium", 1944, RES
- "Proportionality, Divisibility and Economics of Scale", 1948, QJE
- "An Experimental Imperfect Market", 1948, JPE
- "Product Heterogeneity and Public Policy", 1950, AER
- Monopolistic Competition Revisited, 1951
- "Impact of Recent Monopoly Theory on the Schumpeterian System", 1951, REStat
- "Full Cost and Monopolistic Competition", 1952, EJ
- "The Product as an Economic Variable", 1953, QJE
- "Some Aspects of Nonprice Competition", 1954, in Huegy, editor, Role and Nature of Competition
- "Measuring the Degree of Monopoly and Competition", 1954, in Chamberlin, editor, Monopoly and Competition and their Regulation
- "The Monopoly Power of Labor", 1957, in Wright, editor, Impact of the Union
- "On the Origin of Oligopoly", 1957, EJ
- Towards a More General Theory of Value, 1957
- The Theory of Monopolistic Competition: A Reorientation of the Theory of Value, (Cambridge, MA: Harvard University Press, 1962